# Sake

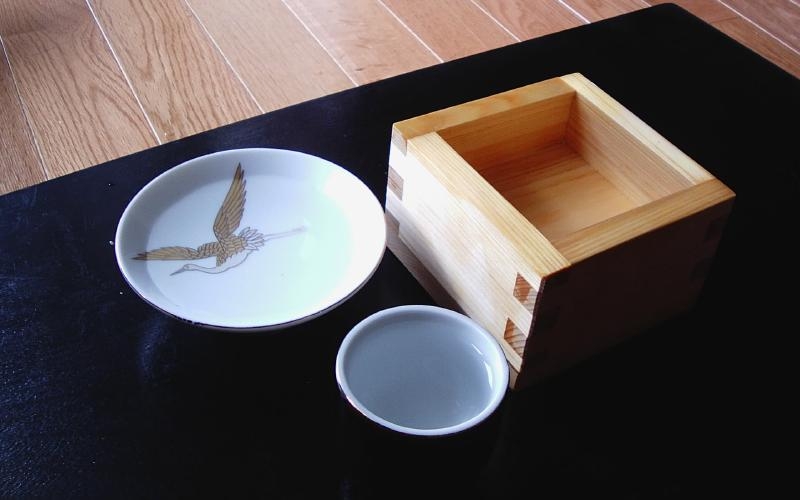
Sake in verschiedenen Gefäßen, links ein Sakazuki, unten ein Ochoko, rechts in einem Masu

Sake (japanisch 酒 [sakɛ]) ist ein aus poliertem Reis gebrautes alkoholisches Getränk aus Japan. Das klare oder weißlich-trübe Getränk enthält ca. 15–20 Volumenprozent Alkohol.
Auf Deutsch wird für Sake oftmals auch der irreführende Begriff Reiswein verwendet. Herstellungstechnisch ist Sake einem Bier ähnlicher, da Stärke für die alkoholische Gärung erst zu Zucker aufgeschlossen werden muss. Der Alkoholgehalt von Sake ist höher als der von Wein aus Weintrauben. Sake macht etwa 4 % des japanischen Alkoholkonsums aus, mit fallender Tendenz – den größten Anteil haben Biere.
Der Begriff Sake wird im Okzident unabhängig von der Herkunft des Produktes verwendet. Die Bezeichnung „Japanischer Sake“ ist hingegen ein geschützter Begriff. Da im Japanischen Sake – in Wortverbindungen auch shu gelesen – außerdem allgemein alkoholische Getränke bezeichnen kann, wird japanischer Sake im engeren Sinne zur Abgrenzung formal als Nihonshu (日本酒, „japanisches Alkohol-Getränk“) oder Seishu (清酒, „klares Alkohol-Getränk“) bezeichnet. Grobgefilterter Sake, Nigorizake (濁り酒, „trübes Alkohol-Getränk“), gehört steuerrechtlich ebenfalls zur Kategorie Seishu.

## Geschichte
Es ist nicht zuverlässig überliefert, seit wann Sake in Japan hergestellt wird. Es wird angenommen, dass die Herstellung mit der Einführung des Nassreisanbaus im 3. Jahrhundert v. Chr. am Ende der Jōmon-Zeit begann. Überliefert sind Riten des Shintō, bei denen Reis zerkaut und anschließend in Gefäße gespuckt wurde. Der in den Gefäßen vergorene Reis hatte nur geringen Alkoholgehalt und wurde wie Brei verzehrt. Beim Kauen wandelt eine Amylase, ein im Speichel enthaltenes Enzym, die im Reis enthaltene Stärke in Zucker um, was dann eine Fermentierung und somit die Entstehung von Alkohol ermöglicht. Das Ankauen wurde ab dem 5. Jahrhundert mit der Verwendung von Pilzkulturen, die vermutlich über Korea aus China importiert wurden, überflüssig.
Im Geschichtswerk Nihonshoki, das 720 abgeschlossen wurde, wird von einem Bankett im Jahr 485 berichtet, bei dem Hofadelige an einem im Garten angelegten Bach saßen und Verse dichteten. Der Schöpfer eines gelungenen Gedichts durfte sich eine Schale Sake nehmen, die auf dem Bach vorbeischwamm. Die Verbindung von Trinkspielen und Sake wurde in der Nara- und der Heian-Zeit weitergeführt. Bei Festen wurde er dem Rang nach ausgeschenkt und durfte erst nach der Darbietung eines Liedes getrunken werden. Auch nach Beförderungen und als Geste des Verlierers bei einem verlorenen Spiel wurde der Verzehr von Sake üblich. Sake wurde schon früh zu einem Thema in Versen und Gedichten, er wird im Man’yōshū erwähnt und ist auch Teil einiger Kettengedichte, die von Dichtern wie Matsuo Bashō und Kobayashi Issa geschaffen wurden.
Die Herstellung des Sake war zunächst auf den Kaiserhof beschränkt und wurde nach und nach auf die Klöster übertragen. Die Sake-Brauereien wurden 1369 von Ashikaga Yoshimitsu der Shogunatsregierung unterstellt. Die Verbreitung von Sake in der Bevölkerung sicherte dem Shogunat ein beständiges Einkommen. Noch im späten 18. Jahrhundert waren die Steuern auf Sake eine der größten Einnahmequellen für die Regierung.
Kenbishi (剣菱) als eines der ältesten Unternehmen der Welt stellt seit 1505 Sake her.

## Herstellung

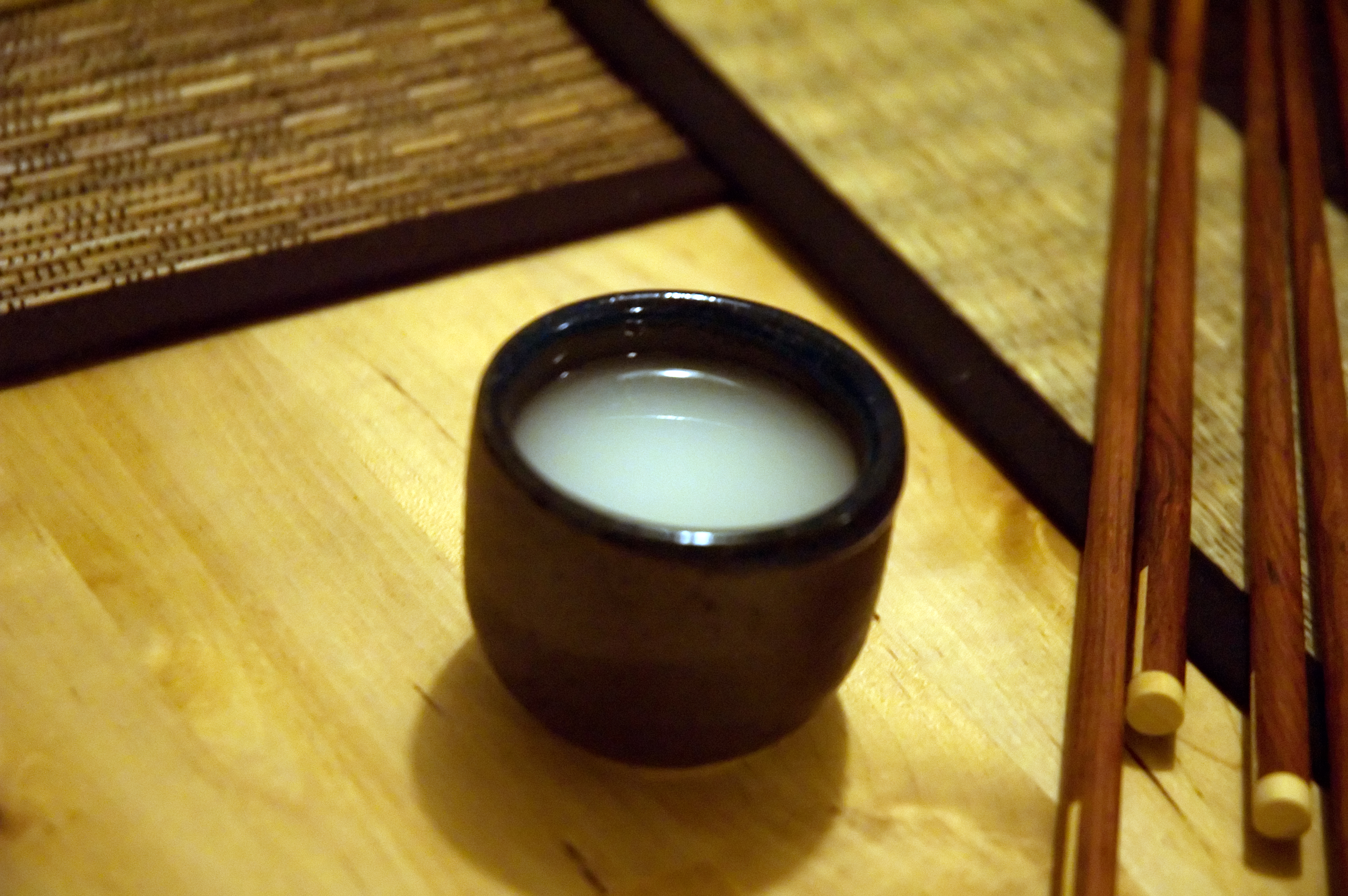
Nigori, grobgefilterter Sake

Prinzipiell handelt es sich bei der Herstellung von Sake um einen zweistufigen Fermentationsprozess. Die wasserunlösliche Stärke muss zunächst in löslichen Zucker umgewandelt werden, den im zweiten Schritt Hefe zu Alkohol vergären kann. Einzigartig für Sake ist, dass diese Prozesse während des Brauvorgangs gleichzeitig geschehen. Im Gegensatz hierzu beginnt beim Bier die Fermentation erst, nachdem die Umwandlung von Stärke zu Zucker durch das Maischen vollständig abgeschlossen ist.
Um den Reis für den Gärprozess vorzubereiten, werden die Reiskörner zunächst poliert. Dabei werden die äußeren Kleieschichten und mit ihnen ein Großteil der im Reiskorn enthaltenen Proteine entfernt. Für hochwertigen Sake werden die Körner auf 50–60 %, teilweise auch weit weniger, ihres ursprünglichen Volumens poliert. Das dabei anfallende Reismehl wird an Hersteller von Süßwaren und anderen Produkten verkauft.
Nach dem Polieren wird der Reis gewaschen, um die Rückstände des Reismehls zu entfernen, und in Wasser eingeweicht. Er wird gedämpft, wodurch er eine feste Oberfläche und einen weichen Kern erhält.
Ein Teil des Reises wird zur Herstellung von Kōji verwendet. Er wird mit dem Schimmelpilz Aspergillus flavus var. oryzae geimpft, dessen Enzyme die Umwandlung der Stärke in Glukose bewirken. Nach einer Reifezeit von 36 bis 48 Stunden bei höherer Temperatur und Luftfeuchtigkeit wird der Reifeprozess unterbrochen. Der Kōji wird mit frisch gedämpftem Reis und Wasser in einen kleinen Tank gegeben, Milchsäure und ein Hefekonzentrat shubo 酒母 wird hinzugefügt, um eine Starterkultur, genannt Moto 酛, zu bilden. Ohne Milchsäure und Hefe bildet sich durch die Kōji-Enzyme nur der süßliche Amazake. Die Milchsäure dient dazu, eine Bakterien-feindliche und Hefe-freundliche Umgebung in der Starterkultur zu schaffen, wobei ein Übermaß im fertigen Sake als Fehler gilt. Der Hefeansatz entwickelt sich über zwei Wochen, dabei wird die Glukose bei der Vermehrung der Hefezellen verbraucht.

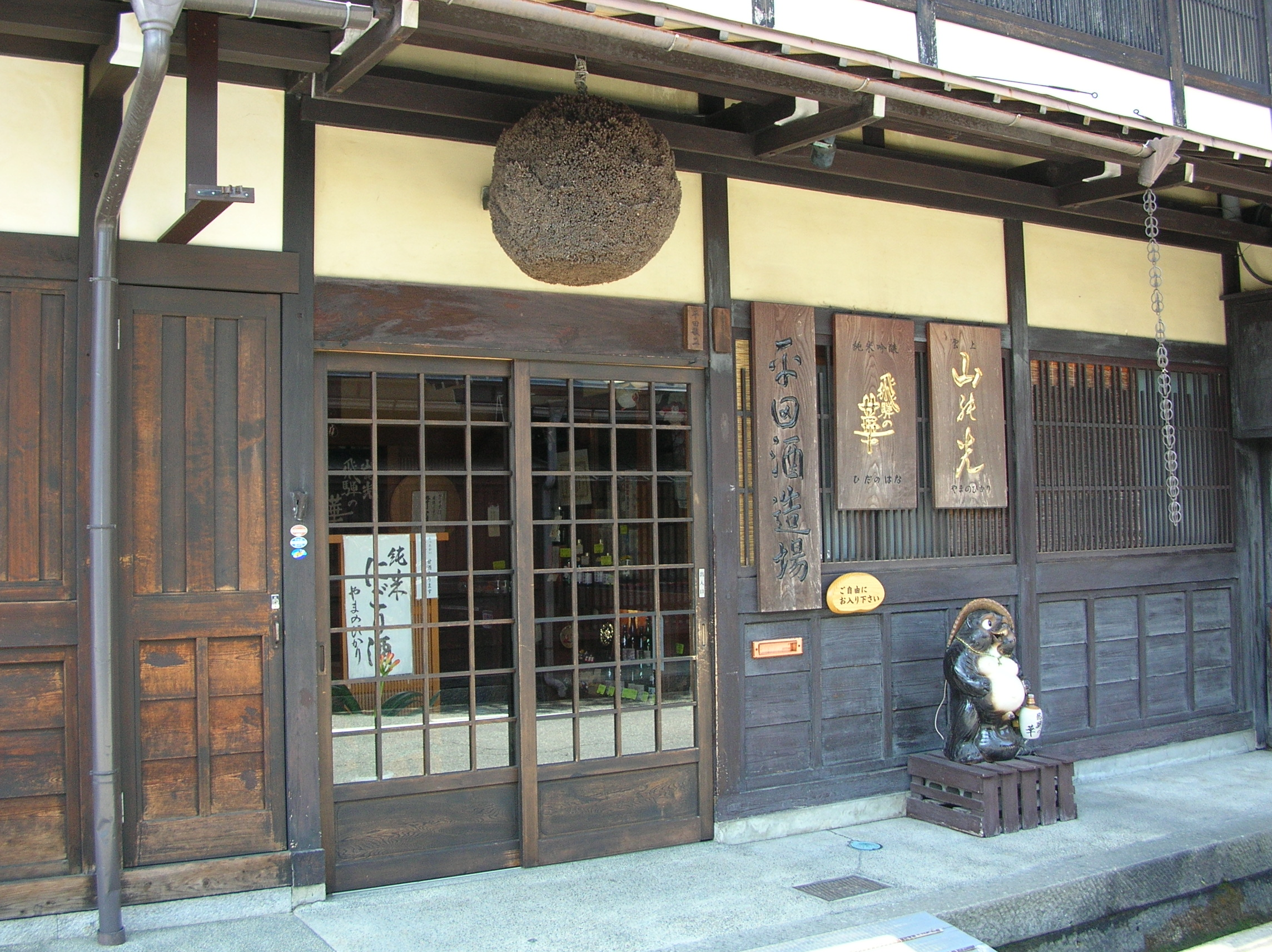
Ein Sugidama über dem Eingang zu einer Brauerei zeigt den Reifegrad des Sakes an.

Jetzt beginnt der eigentliche Gärvorgang. In einem größeren Tank werden wieder Kōji, Reis und Wasser gemischt. Dieser Mischung wird die Starterkultur zugegeben und dann Moromi 醪 genannt. Am übernächsten Tag werden wieder Kōji, gedämpfter Reis und Wasser zugegeben, gefolgt von einer dritten Ladung Kōji, Reis und Wasser am vierten Tag. Dieses gestaffelte Zugeben dient der besseren Förderung der Hefe und wird als Sandanshikomi 三段仕込み bezeichnet. Der darauf folgende Gärprozess dauert 21 bis 30 Tage an.
Während der Gärung entsteht ein Gemisch mit ungefähr 18 % bis 20 % Alkohol, das durch Filter gepresst wird, um den klaren Sake zu erhalten. Wenn der Alkoholgehalt zu diesem Zeitpunkt zu hoch ist, wird er durch Zugabe von Wasser gesenkt. Der Sake wird anschließend in Tanks gefüllt, in denen er weitere sechs bis zwölf Monate reift.
Der meiste Sake wird mindestens einmal, nach dem Pressen, oder auch nach dem Abfüllen auf Flaschen pasteurisiert. Sake, der nur vor dem Fasslager pasteurisiert wird, kann als namazumeshu (生詰め酒) verkauft werden. Sake, der nur bei der Abfüllung pasteurisiert wird, gilt als namachozôshu (生貯蔵酒) und ist dem Namazake geschmacklich am nächsten. Unpasteurisierter Sake Namazake (生酒) muss gekühlt gelagert werden, um eine Veränderung des Geschmacks durch eventuell enthaltene Hefereste oder Enzyme zu verhindern.
Die Qualität der Grundzutaten Reis, Wasser und Hefe bestimmt die Endqualität des Sake. Vor allem der Härtegrad und der Mineralstoffanteil des Wassers ist neben der Reisqualität entscheidend für den Geschmack des Sake. Zentren der hochwertigen Sake-Produktion liegen daher häufig an Orten, die über hochwertigen Reis und Quellwasser oder Seen verfügen. Dazu zählen seit der Edo-Zeit neben anderen Toyama, Suwa am Suwa-See und Ikeda.

## Sake-Reis
Sake kann aus jederlei Reis hergestellt werden, doch haben sich im Laufe der Zeit einige Sorten entwickelt, die großkörnig und im Zentrum besonders stärkereich sind. Die Stärke lässt sich bei einigen Reissorten mit bloßem Auge beobachten, als weißer Fleck in der Mitte des Reiskorns. Er wird im Japanischen als shinpaku (心白) bezeichnet.
Die bekannteste Sorte ist der Yamadanishiki (山田錦), entwickelt 1936 in der Präfektur Hyōgo, die sich besonders gut fein polieren lässt, was für Ginjô- und Daiginjô-Qualitäten unerlässlich ist.
Seit der Meiji-Zeit angebaute Sorten sind Omachi (雄町) und die kälteresistente Sorte Kame no O (亀の尾). Während der Muromachi-Zeit wurden auch als Daitômai (大唐米) bezeichnete, rothäutige Indica-Sorten zu Sake verarbeitet, da diese ohne Bewässerung angebaut und durch ihre dünne Form leichter für die Kôji-Produktion eingesetzt werden konnten. Diese Tradition hat sich nur noch auf Okinawa gehalten, wo thailändischer Reis für das Brauen des Grundalkohols für Awamori eingesetzt wird.
Weitere, historische Reissorten sind Bruchreis und Reismehl. Es gibt aber auch heute Beispiele der Nutzung von Speisereis, wie dem Akitakomachi oder Koshihikari.

## Arten
Futsū-shu (普通酒) bezeichnet eine Standard-Qualität, die etwa 80 % des hergestellten Sake ausmacht. Futsū-shu wird in großen Mengen und in weitgehend automatisierten Verfahren hergestellt. Die Zugabe von Zutaten wie Zucker und Säuerungsmitteln sowie Alkohol und Wasser ist erlaubt.
Sake gehobener Qualität ist in die folgenden Kategorien eingeteilt. Für Sake in dieser Gruppe muss der Anteil an Kōji mindestens 15 % des Gesamtvolumens vom verwendeten Reis betragen und die Menge an zugegebenem Alkohol (falls verwendet) darf 10 % des Reisvolumens nicht überschreiten. Dazu gibt es Qualitätsvorschriften für Geschmack, Farbe und Klarheit. Sake mit höherem Poliergrad hat einen milden Geschmack mit weniger Umami als anderer Sake und ein fruchtiges Aroma von Melone, Birne und Banane.
| Kategorie                            | Poliergrad             | Alkoholzugabe | Andere Voraussetzungen      |
| ------------------------------------ | ---------------------- | ------------- | --------------------------- |
| Junmai-shu (純米酒)                  | (nicht vorgeschrieben) | Nein          |                             |
| Tokubetsu Junmai-shu (特別純米酒)    | 60 % oder weniger*     | Nein          | *oder besondere Braumethode |
| Honjōzō-shu (本醸造酒)               | 70 % oder weniger      | Ja            |                             |
| Tokubetsu Honjōzō-shu (特別本醸造酒) | 60 % oder weniger*     | Ja            | *oder besondere Braumethode |
| Ginjō-shu (吟醸酒)                   | 60 % oder weniger      | Ja            |                             |
| Junmai Ginjō-shu (純米吟醸酒)        | 60 % oder weniger      | Nein          |                             |
| Daiginjō-shu (大吟醸酒)              | 50 % oder weniger      | Ja            |                             |
| Junmai Daiginjō-shu (純米大吟醸酒)   | 50 % oder weniger      | Nein          |                             |

Weitere Bezeichnungen:
- Namazake (生酒) ist unpasteurisierter Sake. Dabei unterscheidet man zwischen gänzlich unpasteurisiertem Sake (teilweise als Hon-Nama, „echter“ Namazake bezeichnet), sowie Sake, der einmal pasteurisiert wurde, entweder kurz vor der Tanklagerung (Nama-zume) oder nach dem Abfüllen (Nama-Chozo).
- Genshu (原種) ist Sake, der nicht verdünnt wurde. Der Alkoholgehalt kann bei 18–22 % liegen.
- Nigorizake (濁り酒) ist trüber Sake, teilweise auch „ungefilterter Sake“ genannt. Nach japanischer Gesetzgebung muss Seishu immer gefiltert sein, Nigorizake wird daher bloß durch gröbere Maschen gepresst oder es wird nach dem Pressen wieder etwas Sediment hinzugegeben.

Spezielle Arten von Sake:
- Koshu (古酒) ist gelagerter Sake. Normalerweise ist Sake für baldigen Genuss bestimmt, Koshu hingegen wird mehrere Jahre von der Brauerei gelagert und ändert dabei sowohl Farbe als auch Geschmack.
- Kijoshu (貴醸酒) ist eine süße Spezialität, die ähnlich wie ein Dessertwein verwendet wird. Beim Brauen von Kijoshu wird bei der letzten Zugabe von Zutaten zum Gärtank statt Wasser Sake verwendet, wodurch die Fermentierung früher stoppt und das resultierende Getränk süßer als normaler Sake ist. Kijoshu wird meist für einige Jahre gelagert und hat eine goldene Farbe.
- Taru-zake (樽酒) wird in Fässern aus japanischem Zedernholz gelagert. Das Holz gibt bereits nach 1–2 Wochen einen charakteristischen Geschmack an den Sake ab. Taru-zake wird oftmals bei japanischen Hochzeiten oder anderen festlichen Gelegenheiten ausgeschenkt.

## Verwandte Produkte
Mirin wird aus poliertem Klebreis, Kōji und Shochu hergestellt und hat im Vergleich zu Sake einen höheren Zucker- und geringeren Alkoholgehalt. Heutzutage wird Mirin fast ausschließlich als Speisewürze verwendet, war ursprünglich aber ein Aperitif.
Ungefilterter Sake, Doburoku (どぶろく bzw. 濁酒/濁醪), gilt nach japanischem Recht nicht als Sake und darf nur mit Ausnahmegenehmigung hergestellt und vertrieben werden.
Das nach dem Pressen verbleibende Sediment wird als Sake Kasu (酒粕) verkauft und kann zum Einlegen von Gemüse und Fisch, bei der Essenszubereitung, sowie zur Herstellung von Amazake verwendet werden.

## Darreichung

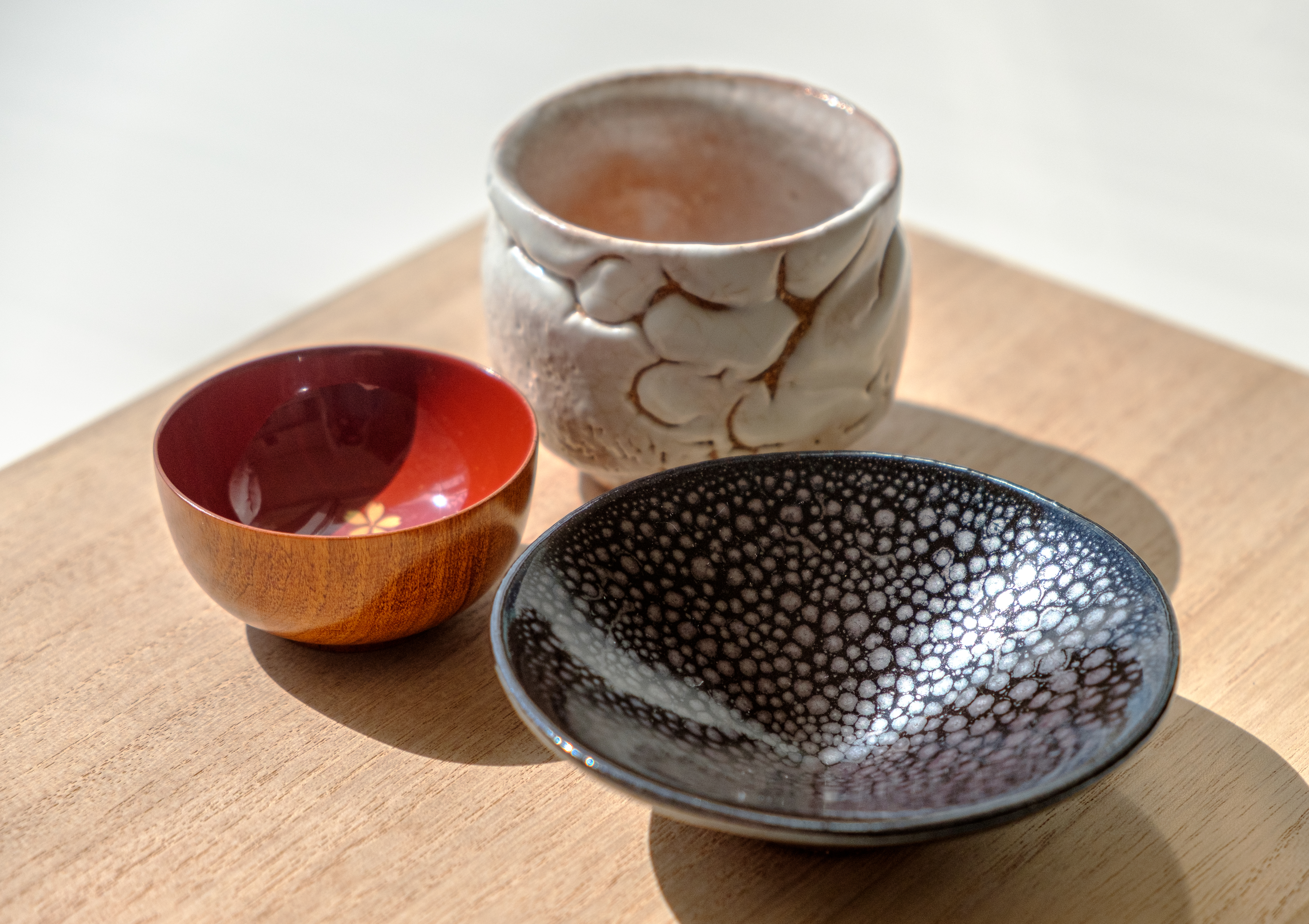
Drei verschiedene Formen von Trinkgefäßen für Japanischen Sake

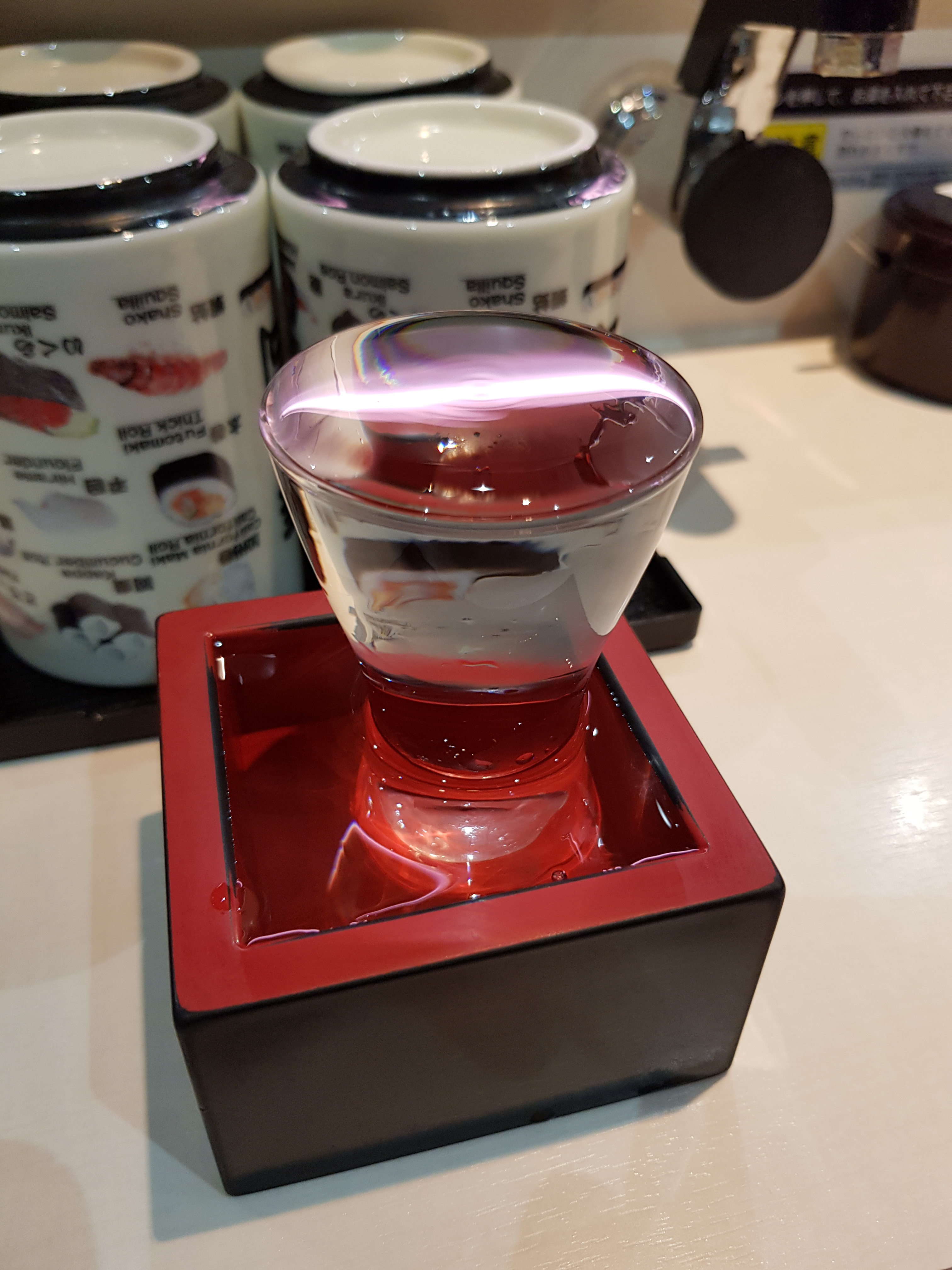
In manchen japanischen Restaurants stellt der Kellner als Ausdruck der Großzügigkeit ein Glas in das Masu und gießt ein, bis der Sake überläuft und beide Behälter füllt.

Sake wird heiß oder kalt serviert, wobei heißer Sake vor allem in der kalten Jahreszeit beliebt ist. Man nennt dies bildhaft „einen heißen Stein auf den Bauch legen“. Zum Erwärmen wird der Sake in einem Behälter aus Porzellan oder Metall in ein Wasserbad gestellt und dort auf 40 °C bis max. 55 °C erhitzt. Zum warmen Genuss eignet sich besonders Sake mit würzigem Geschmack, der aus Reis mit nur geringeren Poliergrad hergestellt wurde, also z. B. Junmai oder Honjōzō. Sake der Kategorien Ginjō oder Daiginjō wird fast ausschließlich gekühlt bei etwa 7 °C serviert. Die Qualität von Sake verbessert sich nicht durch Lagerung; es wird generell empfohlen, Sake innerhalb von einem Jahr ab dem aufgedruckten Produktionsdatum zu trinken.
In den Einzelhandel kommt Sake in Form von Glasflaschen, einfache Varianten auch in Tetrapaks und Getränkedosen. Gängige Flaschengrößen sind 180 ml (auch „one cup“ genannt), 300 ml, 720 ml und 1800 ml. Zum Servieren wird er meist in kleine Keramikflaschen (Tokkuri) umgefüllt, aus denen sich die Anwesenden gegenseitig nachschenken. Getrunken wird Sake aus kleinen Holzwürfeln (Masu), aus flachen Trinkschalen (Sakazuki) oder aus kleinen Bechern (Ochoko, Guinomi), aber auch aus Weingläsern.
Eine beliebte Lokalität sind die Sake-Schenken (Izakaya). Zum Sake werden kleine Gerichte und Snacks konsumiert, so genannte Sakana (肴 oder 酒菜) oder Otsumami (お摘み). Meist handelt es sich dabei um Senbei (Reiscracker), Samen (zum Beispiel Ginkgonüsse), Kamaboko (Fischpastenriegel ähnlich dem Surimi) oder Tsukudani (in Sojasauce eingekochte und dadurch haltbar gemachte Meeresfrüchte), sowie Edamame und eingelegtes Gemüse. Auch Sashimi, Rogen und Shiokara (fermentierte und eingesalzene Tintenfischinnereien) sowie Snacks aus getrocknetem Fisch sind populär.

## Verwendung
Sake wird als Aperitif, während der Mahlzeit und auch als Digestif angeboten. Darüber hinaus ist er Bestandteil von Soßen und Marinaden der japanischen Küche.
Vom Geschmack her ähnelt Sake trockenem Sherry und kann bei Bedarf – etwa beim Kochen – durch diesen ersetzt werden.
Der noch nicht vollständig vergorene Amazake wird beim Neujahrsfest und beim Hina-Matsuri (Puppenfest) gereicht.

## Ritueller Gebrauch

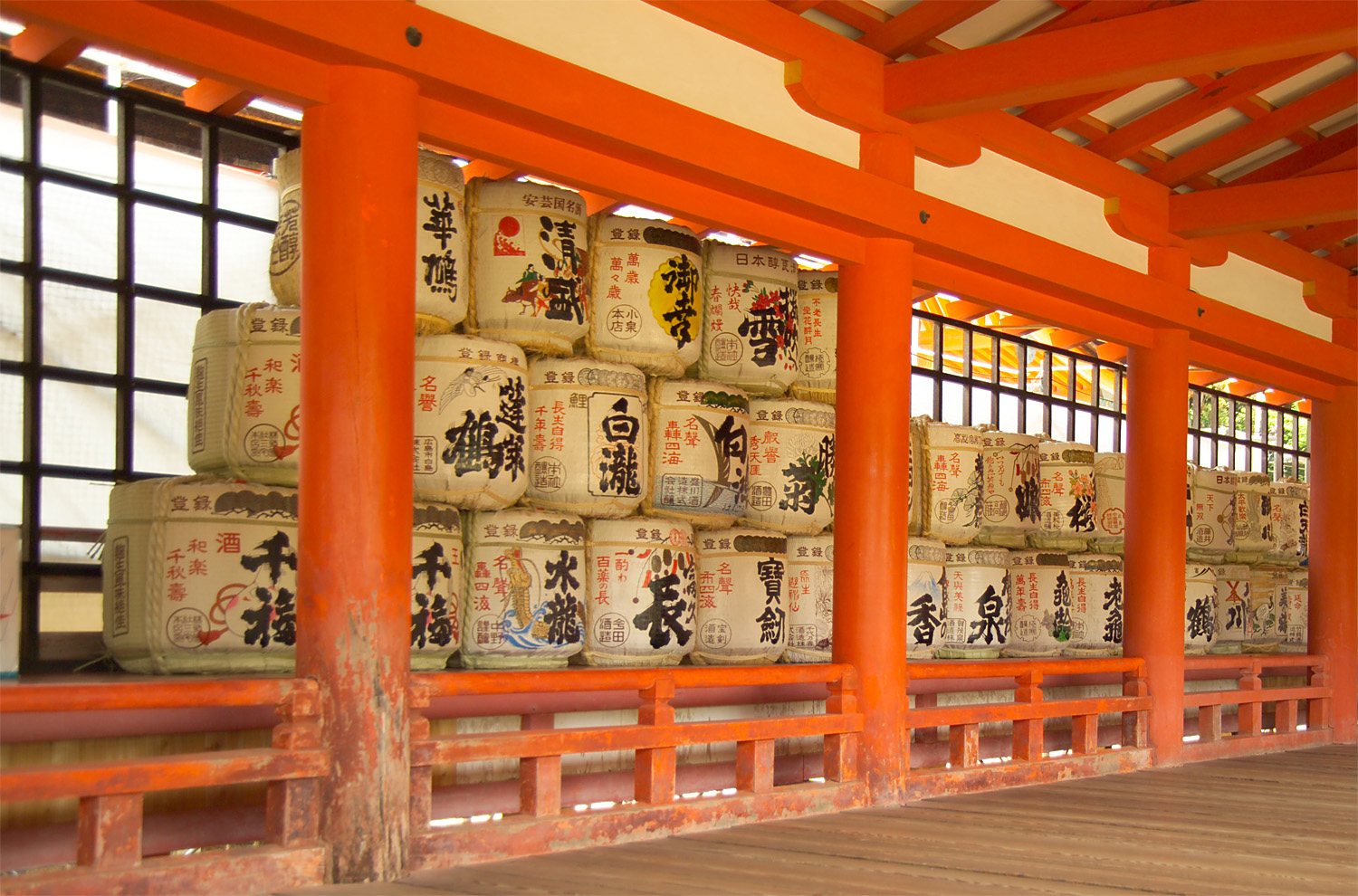
Sake-Fässer im Itsukushima-Schrein

Sake ist eng mit vielen Riten des japanischen Shintō verbunden und eine typische Weihegabe, die den japanischen Gottheiten in Form von großen Holzfässern dargebracht wird.

## UNESCO-Welterbe
Auf der 19. Sitzung des UNESCO-Welterbekomitees in Asunción (Paraguay) vom 2. bis 7. Dezember 2024 wurde die traditionelle Kunst des Sake-Brauens unter Verwendung von Koji-Hefe in die Liste des immateriellen Kulturerbes aufgenommen. Zur Begründung führte das Komitee an, dass die Sake-Herstellung ein Handwerk sei, das durch tradierte Ausbildungsprogramme weitergegeben werde. Die Sake-Herstellung habe eine starke kulturelle Bedeutung für Gemeinschaften in Japan und Sake sei bei Festen, Hochzeiten, Übergangsriten und vielen anderen soziokulturellen Anlässen in Japan unverzichtbar. Durch Verwendung von sauberen natürlichen Ressourcen (Wasser, Reis, Gerste) trage die Sakeherstellung zur ökologischen Nachhaltigkeit und Ernährungssicherheit sowie außerdem zu Frieden und sozialem Zusammenhalt bei. Die Qualität und Konstanz der traditionellen Sakeherstellung werde durch Fachgesellschaften, Zertifizierungen, Weiterbildungen etc. gewährleistet.

## Weitere Bedeutung des Wortes
Auch Lachs heißt auf Japanisch „Sake“. Die beiden Schriftzeichen für die Bedeutungen „Lachs“ und „Reiswein“ sind verschieden, aber in der Aussprache besteht nur ein geringer Unterschied. Beim Wort für Lachs liegt der Akzent auf der ersten und beim Wort für Reiswein auf der zweiten Silbe. Da der japanische Akzent im Allgemeinen nur sehr schwach ist, sind dadurch leicht Missverständnisse (etwa bei Bestellungen) möglich. Verwechslungen werden im allgemeinen Sprachgebrauch aber dadurch ausgeschlossen, dass dem Wort für Reiswein normalerweise das Honorativpräfix „o“ voranstellt, also „o-sake“ gesagt wird. Um andererseits den Lachs eindeutig zu bezeichnen, gibt es die alternative Aussprache „Shake“ ([⁠ɕake⁠]) sowie die speziell in Sushi-Bars oft benutzte Bezeichnung „Sāmon“ ([⁠saːmoɴ⁠], von engl. „Salmon“).